# Anders Mohammar
Anders Vidar Mohammar, född 1912 i Östersund, död 7 maj 1993 i  Danderyd, var en svensk skulptör. 
Han var son till trävaruhandlaren Lars Martin Mohammar och Benedicta Persson och gift med Birgit Hellstrand. Mohammar studerade vid Tekniska skolan 1933-1934 och vid Högre konstindustriella skolan i Stockholm 1941-1944 samt i Paris 1948-1949. Han medverkade i utställningen Salon des Indépendants i Paris 1949. Han var verksam som porträttskulptör och utförde porträttbyster av skådespelarna Gösta Ekman, för Svenska Teatern i Helsingfors och Teatermuseet på Drottningholm, Thor Modéen för Teatermuseet på Drottningholm och Louis Jouvet för Institut Tessin i Paris. Mohammar är representerad vid Nationalmuseum.